# Carmen Werner Bolín
Carmen Werner Bolín (Màlaga, 1906-2000) va ser una activista espanyola d'ideologia feixista.

## Biografia
Nascuda a Màlaga el 1906, era filla del setè comte de San Isidro. Estreta amiga de José Antonio Primo de Rivera, des de data primerenca va formar part de la Falange. El començament de la guerra civil la va sorprendre a Màlaga; si bé ella no va ser víctima de la repressió republicana, diversos membres de la seva família sí que van ser afusellats.
Delegada provincial de la Sección Femenina (SF) de Falange a Màlaga, durant algun temps també va dirigir la secció de Falange a la província malaguenya. Posteriorment Pilar Primo de Rivera la va nomenar regidora central de l'Organització Juvenil femenina i cap de la Secció de Jerarquies i Cultures de la SF. També va dirigir els cursos d'educació física de la SF, que van començar el 1938. A la capital malaguenya va comptar amb l'estreta col·laboració de l'escriptora Mercedes Fórmica.
D'origen parcialment alemany, Carmen Werner va ser una simpatitzant de l'Alemanya nazi. El 1937 va liderar una comitiva de la Sección Femenina que va viatjar a Alemanya, on van visitar instal·lacions de les Joventuts Hitlerianes prop de Darmstadt i van assistir al míting de Nuremberg.
El 1941 va contreure matrimoni, encara que va seguir ocupant llocs de rellevància a la Sección Femenina.

## Obres
- —— (1958). Convivencia social: formación familiar y social. Madrid.[11]